# Sharma-Adad II
Sharma-Adad II, rey de Asiria (1601 a. C. - 1599 a. C.).
Hijo y sucesor del rey Kidin-Ninua. La Crónica real asiria le atribuye tres años de reinado. No conocemos otros hechos de su mandato.
Le sucedió en el trono su hermano Erishum III.
| Predecesor: Kidin-Ninua | Rey de Asiria 1601 a. C.-1599 a. C. | Sucesor: Erishum III |